# Snižovač napětí
Snižovač napětí nebo také snižovací pulsní měnič (anglicky step-down convertor, případně buck convertor) je základní zapojení stejnosměrného měniče pro snižování napětí.

## Popis

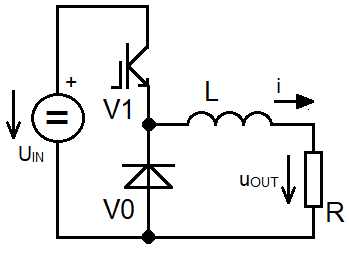
Schéma snižovacího měniče

### Schéma zapojení
Obvod je tvořen jedním řízeným polovodičovým prvkem (tranzistor V1), jedním neřízeným polovodičovým prvkem (dioda V0), jedním akumulačním prvkem (indukčnost L) a zátěží (rezistor R). Zejména v případě menších měničů, které napájejí čistě ohmickou zátěž, je jejích součástí tlumivka, ale například při napájení DC motoru plní funkci indukčnosti jeho vinutí.

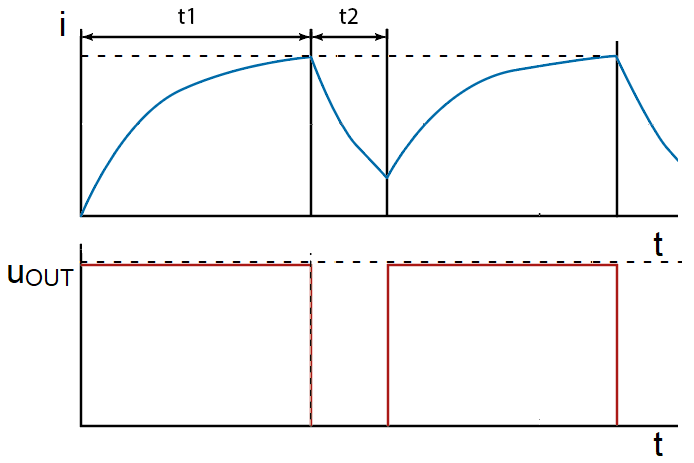
Grafy popisující proud i a výstupní napětí u_{OUT}

### Funkce
Jedná se o pulzní měnič, který je řízen délkou pulzů, tedy délkou sepnutí spínané součástky. Nezbytným prvkem je indukčnost, v níž se akumuluje energie a která přispívá k vyhlazení proudu. Měnič v provozu pulzuje mezi dvěma stavy:
- 1) {\displaystyle t\in (0;t_{1})}

Tranzistor {\displaystyle V1} je sepnutý, dioda {\displaystyle V0} je rozepnutá. Proud protéká ze zdroje přes cívku do zátěže. Cívka se chová jako spotřebič (akumuluje energii do magnetického pole, proud narůstá). Pokud zanedbáme úbytek na cívce, je {\displaystyle u_{OUT}=U_{IN}}
- 2) {\displaystyle t\in (t_{1};t_{2})}

Tranzistor {\displaystyle V1} vypne, cívka přejde do režimu zdroje (vrací energii do obvodu, proud klesá), proud do spotřebiče se uzavírá přes diodu {\displaystyle V0}. Pokud zanedbáme úbytek na cívce, je {\displaystyle u_{OUT}=0}
Při zjednodušení tak můžeme říci, že výstupní napětí má tvar obdélníkových pulzů, kde maximální hodnota je zhruba stejná jako vstupního. Řízením spínání můžeme snižovat střední hodnotu tohoto napětí:
{\displaystyle U_{STR}=U_{IN}\cdot {\frac {t_{1}}{t_{1}+t_{2}}}=U_{IN}\cdot D},
kde D je střída řídícího signálu.
Budeme-li dále uvažovat ideální podmínky ({\displaystyle L\rightarrow \infty } a nepřerušovaný proud), pak je proud zcela vyhlazen a roven {\displaystyle I_{OUT}={\frac {U_{STR}}{R}}}, tedy by platilo, že do zátěže teče stejný proud, jako kdyby byla napájena konstantním napětím o velikosti rovné střední hodnotě výstupního napětí.